# Antoine Thomas

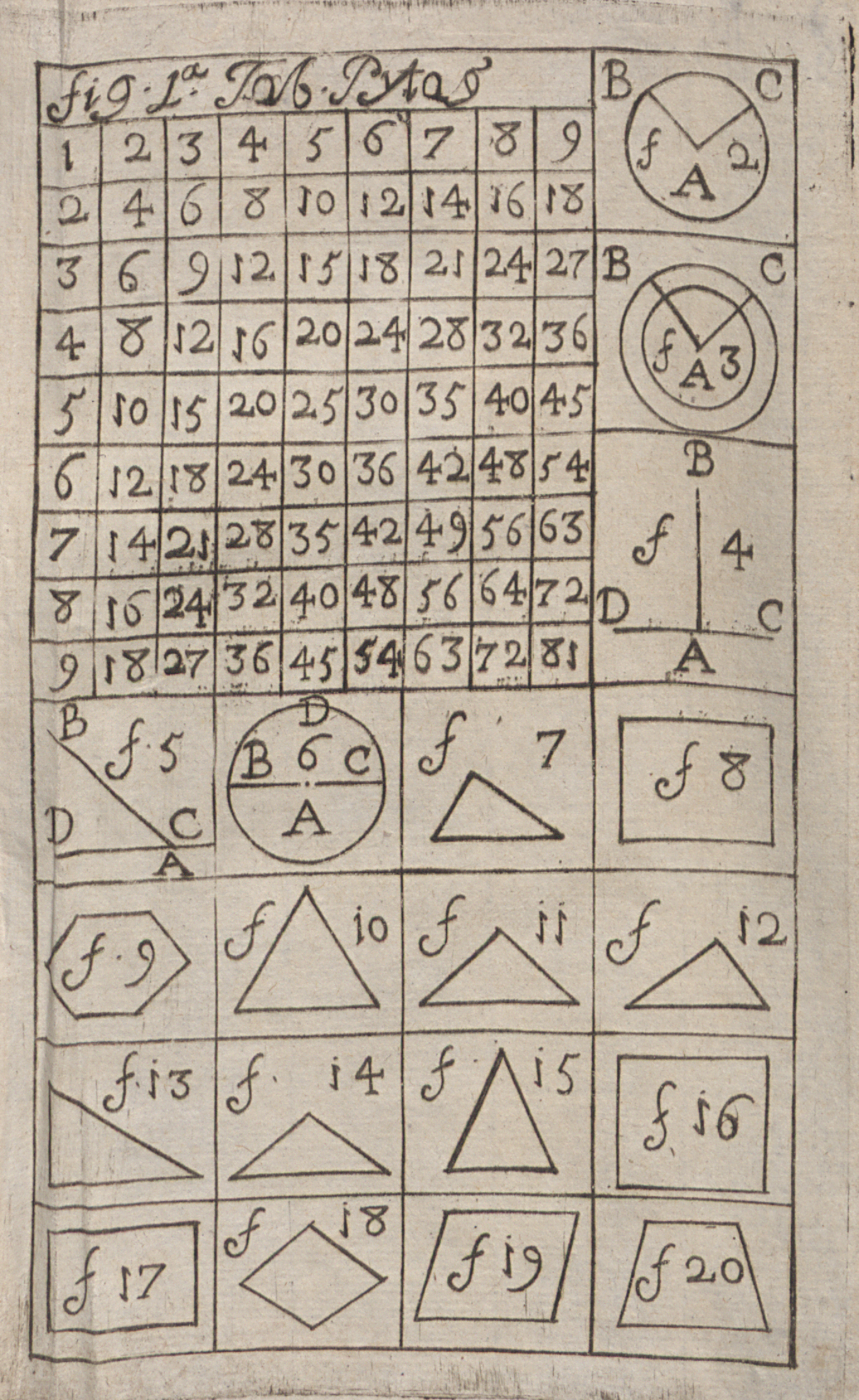
Synopsis mathematica, 1685

Antoine Thomas (Namen, 25 januari 1644 - Peking, 29 juni 1709) was een Zuid-Nederlands (Belgisch) priester, missionaris, astronoom en sinoloog.
In 1660 sloot hij zich aan bij de Sociëteit van Jezus, beter bekend als de jezuïeten, en hij gaf in eerste instantie les aan de scholen van Armentiers, Hoei en Doornik. Na een grondige studie wiskunde en astronomie sloot hij zich in 1677 bij de missie van de jezuïeten in China. Na een lange en moeilijke zeereis waarbij hij Goa, Siam en Malakka aandeed, bereikte hij Macau in 1682, net op tijd om het jaar erop een zonsverduistering waar te kunnen nemen.
Hij werd daarop door Ferdinand Verbiest naar Peking geroepen, die op dat moment vicepresident van het Wiskundetribunaal was, een belangrijke en invloedrijke post in het keizerrijk. Na diens dood nam Thomas deze post in als belangrijkste wiskundige en astronomische deskundige van China. Gedurende twintig jaar was hij de naaste adviseur van keizer Kangxi die hem naast wetenschappelijke vragen ook consulteerde naar morele en religieuze vragen. In 1692 ontving hij het edict van tolerantie dat hem vrijwel gehele vrijheid van het prediken voor het christendom gaf.